# Baltische Fußballmeisterschaft 1907/08
Die baltische Fußballmeisterschaft 1907/08 des Baltischen Rasen- und Wintersport-Verbandes gewann der VfB Königsberg durch ein 9:0-Sieg im Finale gegen den BuEV Danzig. Dies war der erste Gewinn der baltischen Fußballmeisterschaft für die Königsberger, die sich dadurch für die deutsche Fußballmeisterschaft 1907/08 qualifizierten. Dort schied Königsberg bereits im Viertelfinale nach einer deutlichen 0:7-Niederlage gegen den Berliner TuFC Viktoria 89 aus.

## Modus und Übersicht
Die Vereine im Baltischen Rasensport-Verbandes waren in der Saison 1907/08 in drei regionale Bezirksklassen eingeteilt, deren jeweilige Meister für die Endrunde um die baltische Meisterschaft qualifiziert waren.
| Bezirk          | Bezirksmeister   |
| --------------- | ---------------- |
| Ostpreußen      | VfB Königsberg   |
| Danzig-Stolp    | BuEV Danzig      |
| Elbing-Graudenz | Elbinger FC 1905 |

## Bezirk I Ostpreußen
Im Herbst 1907 wurde die Hinrunde der Saison 1907/08 des Verbandes Königsberger Ballspiel-Vereine ausgetragen, die Rückrunde sollte im Frühjahr 1908 ausgetragen werden. Da sich am 26. Januar 1908 der Baltische Rasensport-Verband gründete, blieb es aus Terminnot bei der Hinrunde. Im März 1908 spielten die Königsberger Vereine dann im K.-o.-System den Teilnehmer an der baltischen Endrunde aus.
Vorrunde:
| Datum         |                                | Ergebnis |                          | Ort                            |
| ------------- | ------------------------------ | -------- | ------------------------ | ------------------------------ |
| 22. März 1908 | VfB Königsberg                 | 4:0      | SC Ostpreußen Königsberg | Walter-Simon-Platz, Königsberg |
| 22. März 1908 | Sportzirkel Samland Königsberg | 10:10    | FC Prussia Königsberg    | Walter-Simon-Platz, Königsberg |

Finale:
| Datum         |                | Ergebnis |                                | Ort                            |
| ------------- | -------------- | -------- | ------------------------------ | ------------------------------ |
| 29. März 1908 | VfB Königsberg | 6:4      | Sportzirkel Samland Königsberg | Walter-Simon-Platz, Königsberg |

## Bezirk II Danzig-Stolp
Aus dem Bezirk Danzig-Stolp ist nur das Entscheidungsspiel um die Bezirksmeisterschaft überliefert.
|                   | Ergebnis |             | Ort   |
| ----------------- | -------- | ----------- | ----- |
| SV Germania Stolp | 0:2      | BuEV Danzig | Stolp |

## Bezirk III Elbing-Graudenz
Aus dem Bezirk Elbing-Graudenz ist nur der Sieger, Elbinger FC 05, überliefert.

## Endrunde um die baltische Fußballmeisterschaft
Die Sieger der Bezirke Danzig-Stolp und Elbing-Graudenz spielten den Meister von Westpreußen aus. Dieser traf dann in einem Finalspiel auf den Sieger des Bezirkes Ostpreußen.
Meisterschaft Danzig/Westpreußen
| Datum         |                  | Ergebnis             |             | Ort                       |
| ------------- | ---------------- | -------------------- | ----------- | ------------------------- |
| 29. März 1908 | Elbinger FC 1905 | 3:5 n. V. (3:3, 1:3) | BuEV Danzig | Jugend-Spielplatz, Elbing |

Baltische Meisterschaft
| Datum          |                | Ergebnis |             | Ort                            |
| -------------- | -------------- | -------- | ----------- | ------------------------------ |
| 12. April 1908 | VfB Königsberg | 9:0      | BuEV Danzig | Walter-Simon-Platz, Königsberg |